# Castillejo de Martín Viejo
Castillejo de Martín Viejo è un comune spagnolo di 311 abitanti situato nella comunità autonoma di Castiglia e León, provincia di Salamanca.